# Porthtowan
Porthtowan är en by i civil parish St Agnes, i distriktet Cornwall, i grevskapet Cornwall, i England. Byn är belägen 13 km från Truro. Byn hade 892 invånare år 2021.